# Ommatoptera pusilla
Ommatoptera pusilla är en insektsart som först beskrevs av Vignon 1923.  Ommatoptera pusilla ingår i släktet Ommatoptera och familjen vårtbitare. Inga underarter finns listade i Catalogue of Life.